# Де-Марс (Гелдерланд)
Де-Марс (нід. De Mars) — селище в нідерландській провінції Гелдерланд. Входить до муніципалітету Бюрен. Перша згадка про селище датується 1250 роком.